# Zach Harrison
Zachary Harrison (Lewis Center, 14 agosto 2001) è un giocatore di football americano canadese che milita nel ruolo di defensive end per gli Atlanta Falcons della National Football League (NFL).

## Carriera

### Atlanta Falcons
Al college Harrison giocò a football a Ohio State, venendo inserito nella formazione ideale della Big Ten Conference. Fu scelto nel corso del terzo giro (75º assoluto assoluto) del Draft NFL 2023 dagli Atlanta Falcons. Debuttò come professionista subentrando nella gara del primo turno vinta contro i Carolina Panthers mettendo a segno 3 tackle. La sua stagione da rookie si chiuse con 33 placcaggi e 3 sack in 16 presenze, nessuna delle quali come titolare.